# Theodor Leber

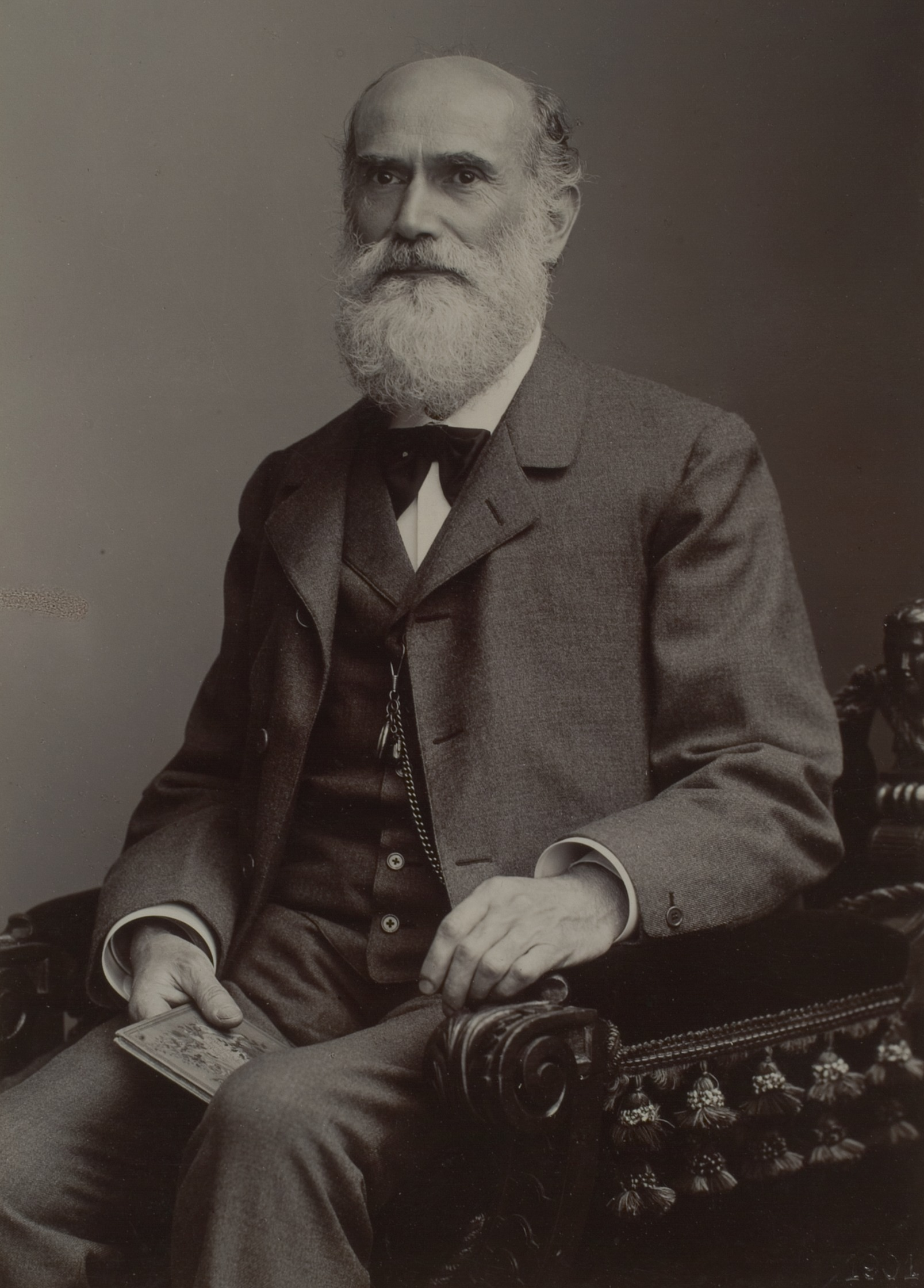
Theodor Leber (1896)

Theodor Karl Gustav  Leber (* 29. Februar 1840 in Karlsruhe; † 7. April 1917 in Heidelberg) war ein deutscher Ophthalmologe.

## Leben
Theodor Leber war Sohn eines Karlsruher Professors für Sprachwissenschaft. Ursprünglich hatte er vor, Chemie zu studieren, aber der bekannte Professor Robert Wilhelm Eberhard Bunsen riet ihm zum Studium der Medizin, da es zu diesem Zeitpunkt zu viele Chemiker gegeben habe. Während seines Studiums wurde Leber Mitglied der Burschenschaft Frankonia Heidelberg. In Heidelberg war er Schüler des Physiologen Hermann Helmholtz, dem Erfinder des Augenspiegels, wo er auch 1862 seinen Doktortitel erwarb und anschließend ein Jahr als Assistent von Hermann Jakob Knapp (1832–1911) an der Augenklinik der Ruprecht-Karls-Universität Heidelberg arbeitete. Mit Knapp arbeitete er die Vorteile der Anwendung des 1861 von Giraud-Teulon erfundenen binocularen Augenspiegels gegenüber der monoculuaren Ophthalmoskopie aus. Danach ging Leber nach Wien, um unter Carl Ludwig Physiologie zu studieren. Er wandte sich aber bald wieder der Augenheilkunde zu und wurde Assistenzarzt von Albrecht Friedrich Wilhelm Ernst von Graefe in Berlin für die Jahre von 1867 bis 1870. Für einige Zeit war er auch in Paris tätig. 1869 habilitierte er sich an der Charité. Er wurde 1871 a.o. Professor und 1873 ordentlicher Professor für Ophthalmologie an der Georg-August-Universität Göttingen. Von 1890 bis 1910 war er Ordinarius und Klinikdirektor in Heidelberg. Er war geschäftsführender Herausgeber des Albrecht von Graefe Archiv für Ophthalmologie. 1876 beschrieb er Zirkulations- und Ernährungsstörungen am Auge. Nach Leber wurde die Lebersche Optikusatrophie benannt, eine Erkrankung des Sehnerven, und die Lebersche Kongenitale Amaurose (LCA). Das heutige Alcon Retina Stipendium zur Förderung der pharmakologischen und pharmakophysiologischen Forschung in der Augenheilkunde trug ursprünglich den Namen Theodor-Leber-Stipendium. Ein Schüler war Karl Wessely.
Theodor Leber wurde auf dem Bergfriedhof (Heidelberg) in der Abteilung R beigesetzt. Die Grabstätte wird von einem pfeilerhaften Obelisken aus grauem Granit geschmückt. Hier ruhen neben Leber auch seine zweite Frau Ottilie Leber, die Tochter von Otto Mejer, und ein weiteres Mitglied der Familie.
Ein Neffe war der Tropenophthalmologe Alfred Leber.

## Ehrungen

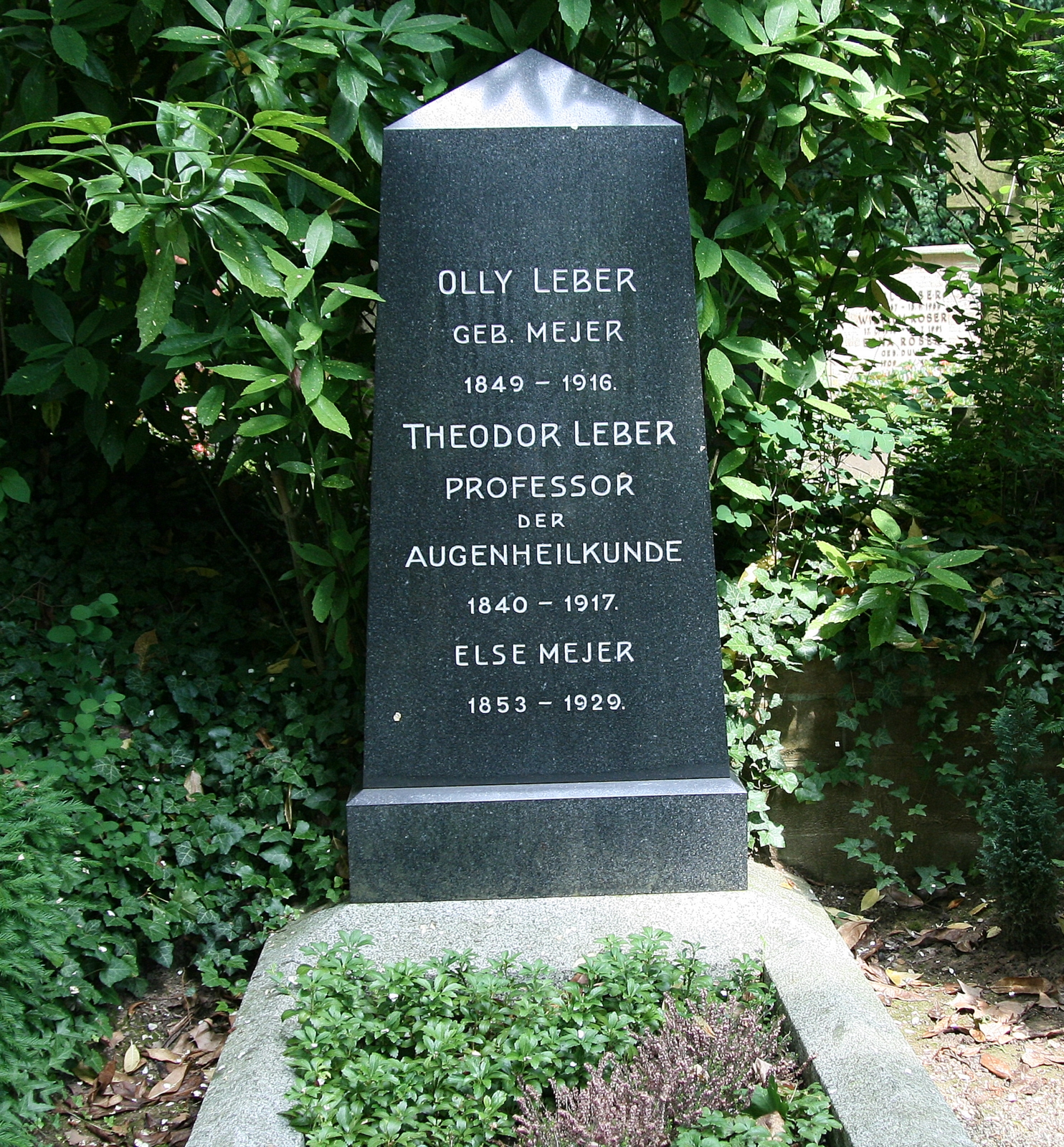
Lebers Grabstätte

- Wahl in die Deutsche Akademie der Naturforscher Leopoldina (1888)
- Graefe-Medaille (1896), nach Hermann von Helmholtz der zweite Träger[7]
- außerordentliches Mitglied der Heidelberger Akademie der Wissenschaften (1909)

## Schriften (Auswahl)
- Anatomische Untersuchungen über die Blutgefässe des menschlichen Auges. Denkschrift der kaiserlichen Akademie der Wissenschaften in Wien, 1865.
- mit Johann Baptist Rottenstein: Untersuchungen über die Caries der Zähne. Berlin, 1867.
- Studien über den Flüssigkeitswechsel im Auge. In: Albrecht von Graefes Archiv für Ophthalmologie, Bd. 19, Nr. 2, Juni 1873, S. 87–185 doi:10.1007/BF01720618.
- Ueber die Erkrankungen des Auges bei Diabetes mellitus. In: Albrecht von Graefes Archiv für Ophthalmologie, Bd. 21, Nr. 3, 1875, S. 206–337 doi:10.1007/BF01695031.
- Die Circulations- und Ernährungsverhältnisse des Auges. in Graefe-Saemisch: Handbuch der gesamten Augenheilkunde, 1876.
- Die Krankheiten der Netzhaut und des Sehnerven. in Graefe-Saemisch: Handbuch der gesamten Augenheilkunde, Bd. 3 und 4; Leipzig, 1877; 2. Auflage, 1915–1916.
- Die Entstehung der Entzündung und die Wirkung der entzündungserregenden Schädlichkeiten. in Graefe-Saemisch: Handbuch der gesamten Augenheilkunde, Bd. 4. Leipzig, 1891.
- Ueber Retinitis pigmentosa und angeborene Amaurose. Albrecht von Graefes Archiv für Ophthalmologie, Bd. 15: 1-25, 1869. (Hier wird die Lebersche Kongenitale Amaurose erstmals beschrieben)